# 羅格維爾 (圖爾高州)

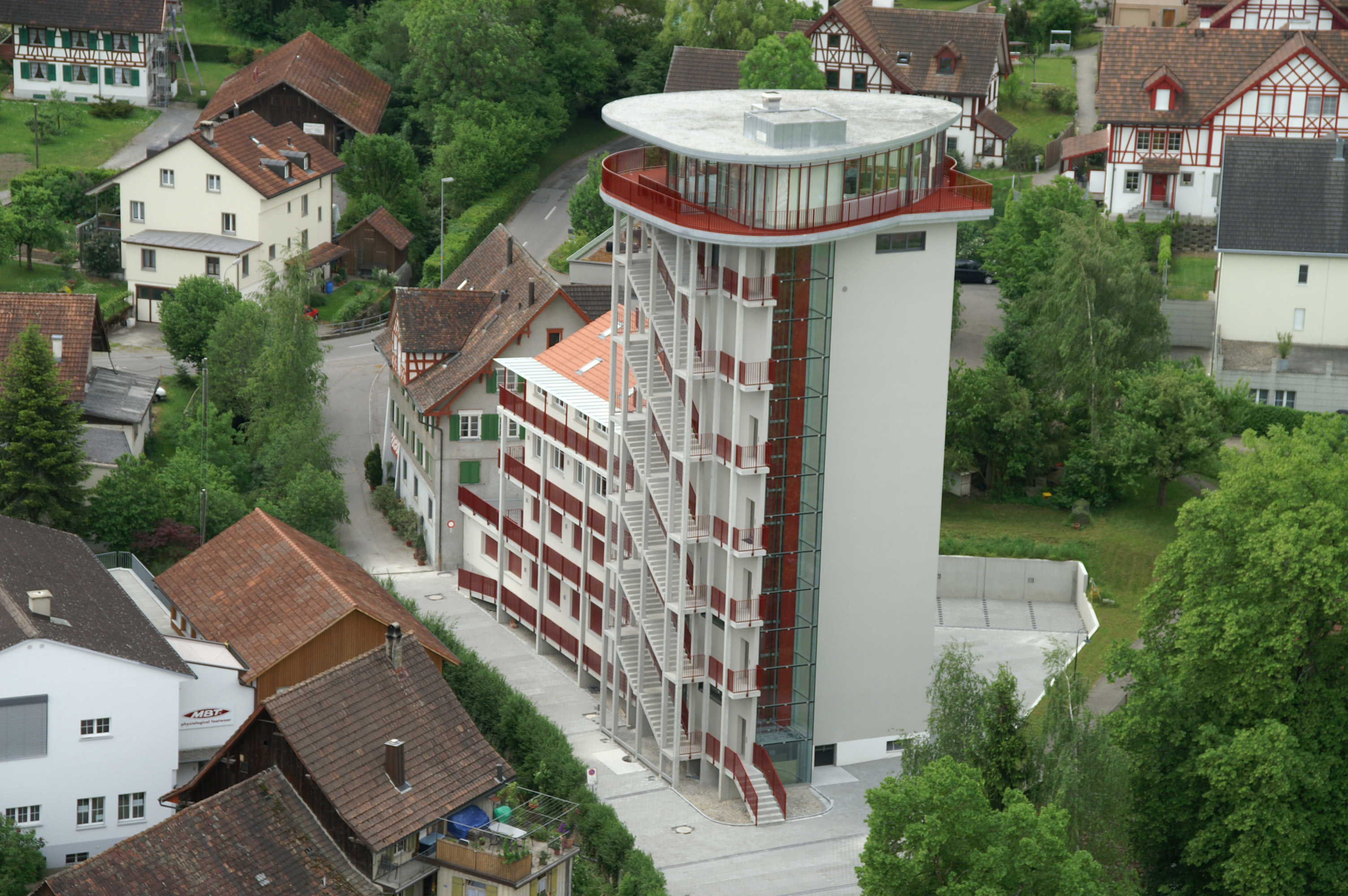

羅格維爾是瑞士的城鎮，位於該國東北部，由圖爾高州負責管轄，面積12.04平方公里，海拔高度440米，2012年人口2,888，一半人口信奉基督教，人口密度每平方公里240人。